# 單態射

在範疇論裡，一個態射被稱之為單態射，則該態射為一具左消去律的態射。亦即，給定一單態射 {\displaystyle f:X\rightarrow Y}，則對所有的態射{\displaystyle g_{1},g_{2}:Z\rightarrow X}，均能使得
{\displaystyle f\circ g_{1}=f\circ g_{2}\Rightarrow g_{1}=g_{2}.}
單態射是單射函數（或稱為一對一函數）在範畤論裡的延伸。單態射的對偶概念為滿態射，後者為滿射函數的延伸。一態射於範疇 {\displaystyle C} 裡為單態射，則該態射於對偶範疇 {\displaystyle C^{op}} 裡為滿態射。

## 性質
- 具左反元素的態射必為一單態射。因為，如一態射 {\displaystyle f} 具有一左反元素 {\displaystyle l}（即 {\displaystyle l} 為一態射，且{\displaystyle l\circ f=\operatorname {id} _{X}}），則可知

{\displaystyle f\circ g_{1}=f\circ g_{2}\Rightarrow l\circ f\circ g_{1}=l\circ f\circ g_{2}\Rightarrow g_{1}=g_{2}.}
- 不是每一個單態射都會有左反元素。舉例來說，在由所有群所組成的範疇Group裡，如 {\displaystyle H} 是 {\displaystyle G} 的子群，則其包含映射 {\displaystyle f:H\rightarrow G} 總會是個單態射；但 {\displaystyle f} 於該範疇裡具有一左反元素，若且唯若 {\displaystyle H} 在 {\displaystyle G} 裡有一正規補群。

- 如態射 {\displaystyle f} 的左反元素為一態射 {\displaystyle l} ，則態射 {\displaystyle f} 為態射 {\displaystyle l} 的右反元素，並稱 {\displaystyle f} 為 {\displaystyle l} 的截面，{\displaystyle l} 為f 的收縮。每個截面都會是個單態射，且每個收縮都會是個滿態射。

- 一態射 {\displaystyle f:X\rightarrow Y} 為單態射，若且唯若對所有的 {\displaystyle Z}，定義一個映射 {\displaystyle f_{*}:\hom(Z,X)\rightarrow \hom(Z,Y)}， 使得對所有的態射{\displaystyle h:Z\rightarrow X}，{\displaystyle f_{*}(h)=f\circ h}，則其映射必為單射。

- 在具體範疇裡，每個為單射函數的態射均為單態射；換句話說，當態射實際上為集合間的函數時，一態射如為一對一函數，則該態射必為單態射。

- 在集合範疇裡，每個單態射也會是個單射態射。該敘述在大多數可於代數裡自然產生的範疇裡也都成立，如在由所有群組成的範疇、由所有環組成的範疇，及所有的阿貝爾範疇裡，每個單態射都會是個單射態射。

- 不是在所有的具體範疇裡，每個單態射都會是個單射態射。舉例來說，在由可除交換群所組成的範疇裡，其中即存在著為單態射，但不為單射態射的群同態，如商映射{\displaystyle q:\mathbb {Q} \rightarrow \mathbb {Q} /\mathbb {Z} }（其中的 {\displaystyle \mathbb {Q} } 為由有理數在加法運算下所組成的群，{\displaystyle \mathbb {Z} } 為由整數在加法運算下所組成的群，且 {\displaystyle \mathbb {Q} /\mathbb {Z} } 為其商群)不是單射（因為每個整數都會映射至0），但為單態射。

## 另見
- 嵌入 (數學)
- 子對象（英语：Subobject）